# أغورط
أغورط أو أقورط هي  بلدة وبلدية زراعية ريفية موريتانية تابعة إداريا لمقاطعة كيفة بولاية العصابة

## الوصف
تعتبر بلدية اقورط الواقعة على بعد 50 كلم شرق مدينة كيفه،
على طريق الأمل ثاني أكبر بلدية ريفية بولاية لعصابة من حيث الحجم السكاني اذ يقطنها حوالي 20.000 نسمه، وتمتد على مساحة 130 كلم طولا و 80 كلم عرضا، وتحدها من الجنوب
بلدية ابلا اجميل التابعة لمقاطعة كنكوصه ومن الجنوب الشرقي بلدية الدفعة التابعة لمقاطعة الطينطان بالحوض الغربي، ومن الشمال الشرقي بلديتي كيعة التيدوم والصفا التابعتين لمقاطعة
تامشك بالحوض الغربي، ومن الشمال بلدية لخشب التابعة لمقاطعة تيشيت وبلدية احسي الطين التابعة لمقاطعة بومديد. وتعتمد بلدية اقورط في نشاطها الاقتصادي على التنمية الحيوانية
والزراعة الموسمية، وتضم ثانوية في عاصمة البلدية اقورط فضلا عن 31 مدرسة ابتدائية و 8 مستشفيات. ويطالب سكان البلدية بتحويلها لمقاطعة.